# 新喀里多尼亚柏松
新喀里多尼亚柏松（学名：Neocallitropsis pancheri），为松柏目柏科植物，分布在新喀里多尼亚，为新喀里多尼亚柏松属的唯一一种。

## 形态
新喀里多尼亚柏松为常绿针叶乔木，可高达2-10米，雌雄异株，其叶呈针状，长1厘米，其果实（松球）则长1.5-2厘米。